# Hopkins, Minnesota
Hopkins är en ort i Hennepin County i Minnesota och en av Minneapolis västra förorter. Orten hette tidigare West Minneapolis men namnet ändrades 1929 för att hedra postmästaren Harley H. Hopkins. Vid 2010 års folkräkning hade Hopkins 17 591 invånare.